# Llista de topònims de Riner
Llista de topònims (noms propis de lloc) del municipi de Riner, al Solsonès
Informació actualitzada per un bot. Els canvis manuals es perdran quan s'actualitzi!

## arbre singular
| imatge | Nom                                  | Ubicat a | instància de   | Detalls                                                                  | coordenades                                                                     | Protecció        | Commons (més fotos)                  | Dades a WD                    |
| ------ | ------------------------------------ | -------- | -------------- | ------------------------------------------------------------------------ | ------------------------------------------------------------------------------- | ---------------- | ------------------------------------ | ----------------------------- |
|        | ginebre del Solà de Riner            | Riner    | arbre singular | Taxon: càdec (Juniperus oxycedrus) Ample: 5.9m Alt: 12m Perímetre: 1.95m | 41° 55′ 52″ N, 1° 33′ 58″ E / 41.93102°N,1.566°E ca:El Solà de Riner 645 msnm   | arbre monumental |                                      | Modifica les dades a Wikidata |
|        | pi de les Tres Branques de Freixinet | Riner    | arbre singular | Taxon: pinassa (Pinus nigra subsp. salzmannii) Alt: 25m Perímetre: 2.95m | 41° 55′ 54″ N, 1° 34′ 25″ E / 41.93178°N,1.5737°E ca:Rasa de Freixinet 570 msnm | arbre monumental | Pi de les Tres Branques de Freixinet | Modifica les dades a Wikidata |

## cabana
| imatge | Nom                | Ubicat a | instància de | Detalls | coordenades                                                                 | Protecció | Commons (més fotos) | Dades a WD                    |
| ------ | ------------------ | -------- | ------------ | ------- | --------------------------------------------------------------------------- | --------- | ------------------- | ----------------------------- |
|        | corral del Marxant | Su       | cabana       |         | 41° 52′ 57″ N, 1° 33′ 23″ E / 41.882383085755°N,1.55637381560905°E 791 msnm |           |                     | Modifica les dades a Wikidata |
|        | el Porxet          | Riner    | cabana       |         | 41° 55′ 16″ N, 1° 33′ 55″ E / 41.9210057040579°N,1.56521123956414°E         |           |                     | Modifica les dades a Wikidata |

## collada
| imatge | Nom                  | Ubicat a    | instància de | Detalls | coordenades                                                       | Protecció | Commons (més fotos) | Dades a WD                    |
| ------ | -------------------- | ----------- | ------------ | ------- | ----------------------------------------------------------------- | --------- | ------------------- | ----------------------------- |
|        | Collet de Gangonells | Riner       | collada      |         | 41° 54′ 01″ N, 1° 32′ 22″ E / 41.9004°N,1.5395°E 805 msnm         |           |                     | Modifica les dades a Wikidata |
|        | Collet de Sentor     | Riner       | collada      |         | 41° 55′ 27″ N, 1° 33′ 38″ E / 41.92418333°N,1.560425°E 682 msnm   |           |                     | Modifica les dades a Wikidata |
|        | Collet del Miracle   | Riner       | collada      |         | 41° 54′ 52″ N, 1° 31′ 24″ E / 41.91438889°N,1.52333056°E 833 msnm |           |                     | Modifica les dades a Wikidata |
|        | Collet del Moro      | Riner Pinós | collada      |         | 41° 53′ 38″ N, 1° 32′ 26″ E / 41.8939°N,1.54054°E 780 msnm        |           |                     | Modifica les dades a Wikidata |
|        | el Pas               | Riner       | collada      |         | 41° 53′ 18″ N, 1° 33′ 20″ E / 41.88825°N,1.555525°E 793 msnm      |           |                     | Modifica les dades a Wikidata |

## creu de terme
| imatge | Nom                | Ubicat a   | instància de  | Detalls                                  | coordenades                                                           | Protecció                      | Commons (més fotos) | Dades a WD                    |
| ------ | ------------------ | ---------- | ------------- | ---------------------------------------- | --------------------------------------------------------------------- | ------------------------------ | ------------------- | ----------------------------- |
|        | creu de l'Aparició | Riner      | creu de terme |                                          | 41° 54′ 52″ N, 1° 31′ 30″ E / 41.91441322089188°N,1.525016937268698°E |                                | Creu de l'Aparició  | Modifica les dades a Wikidata |
|        | creu dels Roures   | el Miracle | creu de terme | Estil: arquitectura popular 17th century | 41° 54′ 35″ N, 1° 31′ 39″ E / 41.909724°N,1.527472°E 840 msnm         | bé cultural d'interès nacional | Creu dels Roures    | Modifica les dades a Wikidata |

## curs d'aigua
| imatge | Nom                         | Ubicat a                                         | instància de | Detalls                                                             | coordenades | Protecció | Commons (més fotos)  | Dades a WD                    |
| ------ | --------------------------- | ------------------------------------------------ | ------------ | ------------------------------------------------------------------- | --- | --------- | -------------------- | ----------------------------- |
|        | Barranc de Gangolells       | Riner Pinós                                      | curs d'aigua | Desemboca: riera de Llanera Llarg: 4.91km Conca: 9.4km²             | 41° 54′ 26″ N, 1° 31′ 57″ E / 41.907133055555555°N,1.532571111111111°E 41° 52′ 37″ N, 1° 30′ 04″ E / 41.877055°N,1.5011369444444445°E          |           |                      | Modifica les dades a Wikidata |
|        | Cardener                    | Solsonès Bages                                   | curs d'aigua | Desemboca: Llobregat Llarg: 87km Conca: 1374km²                     | 42° 10′ 54″ N, 1° 34′ 44″ E / 42.181581°N,1.578805°E 41° 40′ 47″ N, 1° 51′ 10″ E / 41.679718°N,1.852642°E                                      |           | Cardener River       | Modifica les dades a Wikidata |
|        | rasa de Font Rodona         | Riner                                            | curs d'aigua | Desemboca: rasa de l'Avellanosa Llarg: 2.76km Conca: 198ha          | 41° 54′ 31″ N, 1° 32′ 18″ E / 41.90859611111111°N,1.5382161111111112°E 41° 55′ 29″ N, 1° 33′ 08″ E / 41.92482805555556°N,1.552191111111111°E   |           |                      | Modifica les dades a Wikidata |
|        | rasa de Font Salada         | Riner Clariana de Cardener                       | curs d'aigua | Desemboca: Cardener Llarg: 1.78km Conca: 198ha                      | 41° 57′ 55″ N, 1° 35′ 15″ E / 41.96536888888889°N,1.587495°E 41° 57′ 26″ N, 1° 36′ 21″ E / 41.957295°N,1.6059661111111112°E                    |           |                      | Modifica les dades a Wikidata |
|        | rasa de Freixinet           | Riner                                            | curs d'aigua | Desemboca: rasa de l'Avellanosa Llarg: 3.54km Conca: 4.53km²        | 41° 54′ 26″ N, 1° 34′ 38″ E / 41.90716805555556°N,1.5772038888888888°E                                                                         |           |                      | Modifica les dades a Wikidata |
|        | rasa de Guardiola           | Riner                                            | curs d'aigua | Desemboca: riu Negre Llarg: 2.64km Conca: 160.28ha                  | 41° 56′ 21″ N, 1° 31′ 31″ E / 41.939258055555555°N,1.525145°E 41° 56′ 51″ N, 1° 33′ 09″ E / 41.94741194444445°N,1.5526269444444445°E           |           |                      | Modifica les dades a Wikidata |
|        | rasa de Sant Miquel         | Riner Clariana de Cardener                       | curs d'aigua | Desemboca: Cardener Llarg: 0.97km Conca: 51ha                       | 41° 56′ 41″ N, 1° 36′ 09″ E / 41.944765°N,1.602505°E 41° 56′ 42″ N, 1° 36′ 47″ E / 41.94491694444445°N,1.6131180555555555°E                    |           |                      | Modifica les dades a Wikidata |
|        | rasa de Torredeflot         | Riner Olius                                      | curs d'aigua | Desemboca: riu Negre Llarg: 2.6km Conca: 198ha                      | 41° 57′ 15″ N, 1° 30′ 46″ E / 41.95419694444445°N,1.5127111111111111°E 41° 57′ 13″ N, 1° 32′ 21″ E / 41.95366694444444°N,1.5391169444444444°E  |           |                      | Modifica les dades a Wikidata |
|        | rasa de Tracs               | Riner Llobera                                    | curs d'aigua | Desemboca: rasa de l'Alzina Llarg: 1.36km Conca: 156ha              | 41° 55′ 55″ N, 1° 29′ 56″ E / 41.931933055555554°N,1.49887°E 41° 56′ 08″ N, 1° 30′ 44″ E / 41.93554°N,1.5123130555555555°E                     |           |                      | Modifica les dades a Wikidata |
|        | rasa de Tristany            | Riner Pinós                                      | curs d'aigua | Desemboca: rasa del Molí de Moixons Llarg: 3.56km                   | 41° 53′ 03″ N, 1° 33′ 09″ E / 41.88418305555555°N,1.5525188888888888°E 41° 52′ 14″ N, 1° 31′ 18″ E / 41.87046888888889°N,1.5216611111111111°E  |           |                      | Modifica les dades a Wikidata |
|        | rasa de Vilanrosa           | Riner                                            | curs d'aigua | Desemboca: rasa de Villorbina Llarg: 1.3km Conca: 52ha              | 41° 55′ 07″ N, 1° 35′ 38″ E / 41.91849305555556°N,1.593805°E 41° 55′ 44″ N, 1° 35′ 28″ E / 41.928805°N,1.5911969444444445°E                    |           |                      | Modifica les dades a Wikidata |
|        | rasa de Villorbina          | Riner                                            | curs d'aigua | Desemboca: riu Negre Llarg: 3.4km Conca: 3.43km²                    | 41° 54′ 33″ N, 1° 35′ 01″ E / 41.90929111111111°N,1.5837280555555555°E 41° 56′ 11″ N, 1° 35′ 42″ E / 41.93649388888889°N,1.59505°E             |           |                      | Modifica les dades a Wikidata |
|        | rasa de Vivets              | Riner                                            | curs d'aigua | Desemboca: rasa de l'Estany Llarg: 1.72km                           | 41° 55′ 00″ N, 1° 31′ 45″ E / 41.916715°N,1.5291380555555556°E 41° 55′ 41″ N, 1° 32′ 10″ E / 41.92794°N,1.5360680555555557°E                   |           |                      | Modifica les dades a Wikidata |
|        | rasa de l'Alzina            | Riner Olius                                      | curs d'aigua | Desemboca: rasa de Guardiola Llarg: 3.5km Conca: 4.72km²            | 41° 56′ 56″ N, 1° 29′ 44″ E / 41.94879194444445°N,1.495681111111111°E 41° 56′ 21″ N, 1° 31′ 31″ E / 41.93925°N,1.5251580555555555°E            |           |                      | Modifica les dades a Wikidata |
|        | rasa de l'Avellanosa        | Riner                                            | curs d'aigua | Desemboca: riu Negre Llarg: 6.8km Conca: 13.8km²                    | 41° 53′ 54″ N, 1° 32′ 51″ E / 41.898223055555555°N,1.5474519444444446°E 41° 56′ 21″ N, 1° 35′ 04″ E / 41.939033888888886°N,1.584415°E          |           |                      | Modifica les dades a Wikidata |
|        | rasa de l'Estany            | Riner                                            | curs d'aigua | Desemboca: riu Negre Llarg: 5.8km Conca: 8.62km²                    | 41° 55′ 04″ N, 1° 30′ 38″ E / 41.91765805555555°N,1.510425°E 41° 56′ 24″ N, 1° 33′ 46″ E / 41.94004611111111°N,1.5629030555555556°E            |           |                      | Modifica les dades a Wikidata |
|        | rasa de la Font d'Ainès     | Riner Pinós                                      | curs d'aigua | Desemboca: rasa de Font Canaleta Llarg: 2.87km Conca: 191.7 110.3ha | 41° 54′ 31″ N, 1° 31′ 27″ E / 41.90851111111111°N,1.524303888888889°E 41° 53′ 17″ N, 1° 30′ 45″ E / 41.88800305555556°N,1.5124038888888889°E   |           |                      | Modifica les dades a Wikidata |
|        | rasa de la Rovira           | Riner Pinós                                      | curs d'aigua | Desemboca: riera de Llanera Llarg: 5.08km Conca: 11.73km²           | 41° 52′ 50″ N, 1° 31′ 46″ E / 41.880523°N,1.529534°E 41° 52′ 17″ N, 1° 30′ 12″ E / 41.87127388888889°N,1.5034649999999998°E                    |           |                      | Modifica les dades a Wikidata |
|        | rasa de la Solana           | Riner Olius                                      | curs d'aigua | Desemboca: rasa de Guardiola Llarg: 2.69km Conca: 158ha             | 41° 56′ 43″ N, 1° 30′ 49″ E / 41.94540805555555°N,1.5135130555555556°E 41° 56′ 21″ N, 1° 31′ 30″ E / 41.93925388888889°N,1.525133888888889°E   |           |                      | Modifica les dades a Wikidata |
|        | rasa del Borràs             | Riner                                            | curs d'aigua | Desemboca: rasa de l'Estany Llarg: 2.49km Conca: 202ha              | 41° 55′ 19″ N, 1° 30′ 03″ E / 41.92191°N,1.500841111111111°E 41° 55′ 35″ N, 1° 31′ 32″ E / 41.926363888888886°N,1.525551111111111°E            |           |                      | Modifica les dades a Wikidata |
|        | rasa del Clot de Solerbrocó | Riner                                            | curs d'aigua | Desemboca: rasa de l'Avellanosa Llarg: 1.39km Conca: 102ha          | 41° 55′ 13″ N, 1° 34′ 16″ E / 41.92024305555555°N,1.571186111111111°E 41° 55′ 49″ N, 1° 34′ 13″ E / 41.930413055555555°N,1.5702530555555556°E  |           |                      | Modifica les dades a Wikidata |
|        | rasa del Jepet              | Riner                                            | curs d'aigua | Desemboca: rasa de Guardiola Llarg: 1.02km Conca: 82ha              | 41° 56′ 10″ N, 1° 32′ 22″ E / 41.93601°N,1.539466111111111°E 41° 56′ 39″ N, 1° 32′ 21″ E / 41.94419°N,1.5393030555555556°E                     |           |                      | Modifica les dades a Wikidata |
|        | riera de Matamargó          | Riner Pinós Sant Mateu de Bages                  | curs d'aigua | Desemboca: riera de Salo Llarg: 11.45km Conca: 27.78km²             | 41° 53′ 54″ N, 1° 33′ 55″ E / 41.898378888888885°N,1.5653738888888888°E 41° 50′ 37″ N, 1° 37′ 55″ E / 41.84354805555556°N,1.6318711111111113°E |           |                      | Modifica les dades a Wikidata |
|        | riu Negre                   | Solsona Riner Lladurs Clariana de Cardener Olius | curs d'aigua | Desemboca: Cardener Llarg: 26.3km Conca: 108.28km²                  | 42° 02′ 43″ N, 1° 29′ 17″ E / 42.04524305555555°N,1.4879669444444446°E 41° 55′ 49″ N, 1° 38′ 03″ E / 41.93026388888889°N,1.6342619444444444°E  |           | Riu Negre (Solsonès) | Modifica les dades a Wikidata |

## entitat singular de població
| imatge | Nom           | Ubicat a | instància de                                   | Detalls | coordenades                                                       | Protecció | Commons (més fotos)   | Dades a WD                    |
| ------ | ------------- | -------- | ---------------------------------------------- | ------- | ----------------------------------------------------------------- | --------- | --------------------- | ----------------------------- |
|        | Freixinet     | Riner    | entitat singular de població                   | 108 hab | 41° 55′ 19″ N, 1° 34′ 05″ E / 41.92188056°N,1.56817333°E 680 msnm |           | Freixinet             | Modifica les dades a Wikidata |
|        | Riner         | Riner    | entitat singular de població                   | 17 hab  | 41° 56′ 29″ N, 1° 33′ 50″ E / 41.94148705°N,1.56385957°E 606 msnm |           |                       | Modifica les dades a Wikidata |
|        | Santa Susanna | Riner    | entitat singular de població                   | 31 hab  | 41° 56′ 45″ N, 1° 36′ 03″ E / 41.94588889°N,1.60095139°E 621 msnm |           | Santa Susanna (Riner) | Modifica les dades a Wikidata |
|        | Su            | Riner    | entitat singular de població                   | 51 hab  | 41° 53′ 18″ N, 1° 33′ 51″ E / 41.8883°N,1.56417°E 726 msnm        |           | Su (Riner)            | Modifica les dades a Wikidata |
|        | el Miracle    | Riner    | entitat singular de població capital municipal | 57 hab  | 41° 54′ 52″ N, 1° 31′ 30″ E / 41.91450556°N,1.52498889°E 826 msnm |           | El Miracle (Riner)    | Modifica les dades a Wikidata |

## església
| imatge | Nom                         | Ubicat a      | instància de                 | Detalls                                                                                   | coordenades                                                                                   | Protecció                                            | Commons (més fotos)                    | Dades a WD                    |
| ------ | --------------------------- | ------------- | ---------------------------- | ----------------------------------------------------------------------------------------- | --------------------------------------------------------------------------------------------- | ---------------------------------------------------- | -------------------------------------- | ----------------------------- |
|        | Sant Cristòfol de Freixinet | Freixinet     | església església parroquial | Estil: arquitectura popular arquitectura barroca 17th century                             | 41° 55′ 21″ N, 1° 34′ 05″ E / 41.922567°N,1.567956°E 682 msnm                                 | bé cultural d'interès local                          | Sant Cristòfol de Freixinet            | Modifica les dades a Wikidata |
|        | Sant Jaume dels Tracs       | el Miracle    | església                     | Estil: arquitectura romànica 12nd century                                                 | 41° 55′ 45″ N, 1° 30′ 38″ E / 41.9292°N,1.51056°E 821 msnm                                    | bé cultural d'interès local                          | Sant Jaume dels Tracs                  | Modifica les dades a Wikidata |
|        | Sant Martí de Riner         | Riner         | església                     | Estil: arquitectura popular 18th century                                                  | 41° 56′ 30″ N, 1° 33′ 49″ E / 41.941576°N,1.563674°E 607 msnm                                 | bé cultural d'interès local                          | Sant Martí de Riner                    | Modifica les dades a Wikidata |
|        | Sant Miquel de Xixons       | Santa Susanna | església capella             |                                                                                           | 41° 56′ 37″ N, 1° 36′ 05″ E / 41.9436990236582°N,1.60146055345721°E 607 msnm                  |                                                      |                                        | Modifica les dades a Wikidata |
|        | Sant Tomàs de l'Avellanosa  | l'Avellanosa  | església                     | Estil: arquitectura popular 17th century                                                  | 41° 54′ 27″ N, 1° 33′ 06″ E / 41.907564°N,1.551541°E 785 msnm                                 | bé cultural d'interès local                          | Sant Tomàs de l'Avellanosa             | Modifica les dades a Wikidata |
|        | Santa Maria de Su           | Su            | església església parroquial | Estil: arquitectura popular arquitectura barroca 18th century                             | 41° 53′ 18″ N, 1° 33′ 50″ E / 41.8884°N,1.56381°E ca:Pl. de l'Església 722 msnm               | bé cultural d'interès local                          | Santa Maria de Su                      | Modifica les dades a Wikidata |
|        | Santa Susanna de Riner      | Santa Susanna | església església parroquial | Estil: arquitectura popular 20th century                                                  | 41° 56′ 43″ N, 1° 36′ 02″ E / 41.945187°N,1.60046°E ca:Ctra. Manresa, km 49 esquerra 620 msnm | bé cultural d'interès local                          | Santa Susanna de Riner                 | Modifica les dades a Wikidata |
|        | Santuari del Miracle        | el Miracle    | església santuari            | Estil: arquitectura barroca arquitectura del Renaixement arquitectura gòtica 17th century | 41° 54′ 52″ N, 1° 31′ 30″ E / 41.9145°N,1.52495°E 826 msnm                                    | bé d'interès cultural bé cultural d'interès nacional | Santuari del Miracle                   | Modifica les dades a Wikidata |
|        | capella de Sant Gabriel     | el Miracle    | església                     | Estil: arquitectura gòtica arquitectura del Renaixement 16th century                      | 41° 54′ 38″ N, 1° 31′ 24″ E / 41.910437°N,1.523268°E ca:Al cim davant del santuari 862 msnm   | bé integrant del patrimoni cultural català           | Capella de Sant Gabriel                | Modifica les dades a Wikidata |
|        | capella de la Desaparició   | el Miracle    | església                     | Llarg: 7.3m Ample: 5m                                                                     | 41° 54′ 52″ N, 1° 31′ 22″ E / 41.9145°N,1.5228°E 830 msnm                                     |                                                      | Capella de la Desaparició              | Modifica les dades a Wikidata |
|        | església del Miracle        | el Miracle    | església                     |                                                                                           | 41° 54′ 53″ N, 1° 31′ 31″ E / 41.91476389°N,1.52518889°E 826 msnm                             |                                                      | Església del Miracle                   | Modifica les dades a Wikidata |
|        | monestir del Miracle        | el Miracle    | església monestir            |                                                                                           | 41° 54′ 52″ N, 1° 31′ 32″ E / 41.914514°N,1.525508°E 823 msnm                                 |                                                      | Monestir de la Mare de Déu del Miracle | Modifica les dades a Wikidata |

## indret
| imatge | Nom                | Ubicat a               | instància de | Detalls | coordenades                                                       | Protecció | Commons (més fotos) | Dades a WD                    |
| ------ | ------------------ | ---------------------- | ------------ | ------- | ----------------------------------------------------------------- | --------- | ------------------- | ----------------------------- |
|        | Pla de Llobera     | Sant Just d'Ardèvol Su | indret       |         | 41° 53′ 10″ N, 1° 32′ 41″ E / 41.88623333°N,1.54471389°E 740 msnm |           |                     | Modifica les dades a Wikidata |
|        | Pla de Sant Miquel | Santa Susanna          | indret       |         | 41° 56′ 30″ N, 1° 36′ 16″ E / 41.94154444°N,1.60449167°E 615 msnm |           |                     | Modifica les dades a Wikidata |
|        | Pla de Villorbina  | Freixinet              | indret       |         | 41° 54′ 43″ N, 1° 35′ 11″ E / 41.912°N,1.58642°E 685 msnm         |           | Pla de Villorbina   | Modifica les dades a Wikidata |
|        | Pla de la Llaüna   | Su                     | indret       |         | 41° 53′ 50″ N, 1° 33′ 06″ E / 41.897355°N,1.551637°E 812 msnm     |           |                     | Modifica les dades a Wikidata |
|        | Plana d'en Nadal   | Su                     | indret       |         | 41° 53′ 14″ N, 1° 33′ 34″ E / 41.887108°N,1.559478°E 730 msnm     |           |                     | Modifica les dades a Wikidata |

## masia
| imatge | Nom                    | Ubicat a      | instància de | Detalls                                            | coordenades                                                                                | Protecció                                  | Commons (més fotos)        | Dades a WD                    |
| ------ | ---------------------- | ------------- | ------------ | -------------------------------------------------- | ------------------------------------------------------------------------------------------ | ------------------------------------------ | -------------------------- | ----------------------------- |
|        | Aguiló                 | Riner         | masia        | Estat: ruïnós                                      | 41° 56′ 46″ N, 1° 33′ 00″ E / 41.946239817782°N,1.54999957887354°E 634 msnm                |                                            |                            | Modifica les dades a Wikidata |
|        | Ballesters             | Riner         | masia        | Estil: arquitectura popular 12nd century           | 41° 56′ 43″ N, 1° 33′ 41″ E / 41.94515°N,1.561338°E 593 msnm                               | bé integrant del patrimoni cultural català | Masia de Can Ballesters    | Modifica les dades a Wikidata |
|        | Bolsegura              | Freixinet     | masia        |                                                    | 41° 55′ 35″ N, 1° 33′ 49″ E / 41.926299°N,1.563552°E 665 msnm                              |                                            |                            | Modifica les dades a Wikidata |
|        | Borràs                 | el Miracle    | masia        |                                                    | 41° 55′ 47″ N, 1° 31′ 08″ E / 41.9297°N,1.51891°E 803 msnm                                 |                                            |                            | Modifica les dades a Wikidata |
|        | Bosc del Duc           | Riner         | masia        |                                                    | 41° 56′ 07″ N, 1° 33′ 32″ E / 41.9352°N,1.55883°E 633 msnm                                 |                                            |                            | Modifica les dades a Wikidata |
|        | Ca l'Estruc            | l'Avellanosa  | masia        |                                                    | 41° 54′ 27″ N, 1° 33′ 09″ E / 41.9074437952057°N,1.55244538309081°E 784 msnm               |                                            | Ca l'Estruc (l'Avellanosa) | Modifica les dades a Wikidata |
|        | Cal Balius             | l'Avellanosa  | masia        |                                                    | 41° 54′ 29″ N, 1° 33′ 07″ E / 41.9079860428435°N,1.55187851118458°E 785 msnm               |                                            | Cal Balius                 | Modifica les dades a Wikidata |
|        | Cal Bertran            | Freixinet     | masia        |                                                    | 41° 55′ 21″ N, 1° 34′ 06″ E / 41.92252073613°N,1.56825251390426°E 683 msnm                 |                                            | Cal Bertran (Riner)        | Modifica les dades a Wikidata |
|        | Cal Cabot              | Santa Susanna | masia        | Estil: arquitectura popular 15th century           | 41° 56′ 45″ N, 1° 35′ 59″ E / 41.9459°N,1.59974°E 821 msnm                                 | bé cultural d'interès local                | Cal Cabot (Riner)          | Modifica les dades a Wikidata |
|        | Cal Canonge            | el Miracle    | masia        |                                                    | 41° 55′ 44″ N, 1° 30′ 41″ E / 41.9289932834517°N,1.51136123519514°E 812 msnm               |                                            |                            | Modifica les dades a Wikidata |
|        | Cal Cinto              | Freixinet     | masia        | Estat: ruïnós                                      | 41° 54′ 49″ N, 1° 34′ 19″ E / 41.9134875118814°N,1.5718909797597°E 705 msnm                |                                            |                            | Modifica les dades a Wikidata |
|        | Cal Faixa              | Su            | masia        |                                                    | 41° 53′ 28″ N, 1° 32′ 34″ E / 41.89119167°N,1.54265556°E 753 msnm                          |                                            | Cal Faixa                  | Modifica les dades a Wikidata |
|        | Cal Ferot              | Freixinet     | masia        |                                                    | 41° 54′ 54″ N, 1° 34′ 09″ E / 41.914977°N,1.569292°E 698 msnm                              |                                            |                            | Modifica les dades a Wikidata |
|        | Cal Ferrer             | Su            | masia        |                                                    | 41° 53′ 21″ N, 1° 33′ 51″ E / 41.8892802202963°N,1.5641255590852°E 727 msnm                |                                            |                            | Modifica les dades a Wikidata |
|        | Cal Fuster             | Riner         | masia        |                                                    | 41° 56′ 15″ N, 1° 35′ 35″ E / 41.93744444°N,1.59316667°E 515 msnm                          |                                            |                            | Modifica les dades a Wikidata |
|        | Cal Garric             | Riner         | masia        |                                                    | 41° 57′ 19″ N, 1° 32′ 32″ E / 41.9553993680305°N,1.54217836428944°E 666 msnm               |                                            |                            | Modifica les dades a Wikidata |
|        | Cal Garriga            | Freixinet     | masia        |                                                    | 41° 55′ 20″ N, 1° 34′ 03″ E / 41.9223418403772°N,1.56762941161665°E 680 msnm               |                                            | Cal Garriga (Riner)        | Modifica les dades a Wikidata |
|        | Cal Jaumet             | el Miracle    | masia        |                                                    | 41° 55′ 12″ N, 1° 30′ 07″ E / 41.9198994818589°N,1.50187708716078°E 842 msnm               |                                            |                            | Modifica les dades a Wikidata |
|        | Cal Jepet              | Riner         | masia        |                                                    | 41° 56′ 05″ N, 1° 32′ 02″ E / 41.934603°N,1.534019°E 773 msnm                              |                                            |                            | Modifica les dades a Wikidata |
|        | Cal Llereu             | Freixinet     | masia        |                                                    | 41° 55′ 19″ N, 1° 34′ 03″ E / 41.9220236927458°N,1.56739533639759°E 677 msnm               |                                            | Cal Llereu                 | Modifica les dades a Wikidata |
|        | Cal Marxant            | Su            | masia        |                                                    | 41° 52′ 38″ N, 1° 33′ 20″ E / 41.8771°N,1.55567°E 783 msnm                                 |                                            |                            | Modifica les dades a Wikidata |
|        | Cal Massa              | l'Avellanosa  | masia        |                                                    | 41° 54′ 29″ N, 1° 33′ 06″ E / 41.9081543806664°N,1.5516576803674°E 781 msnm                |                                            |                            | Modifica les dades a Wikidata |
|        | Cal Matinyó            | Freixinet     | masia        |                                                    | 41° 55′ 17″ N, 1° 34′ 03″ E / 41.9214758045278°N,1.56751612966428°E 674 msnm               |                                            |                            | Modifica les dades a Wikidata |
|        | Cal Mestre Gifré       | Riner         | masia        |                                                    | 41° 56′ 45″ N, 1° 31′ 14″ E / 41.9459°N,1.52048°E 790 msnm                                 |                                            |                            | Modifica les dades a Wikidata |
|        | Cal Miquel             | Su            | masia        |                                                    | 41° 53′ 19″ N, 1° 33′ 47″ E / 41.8886194199436°N,1.56313993492613°E 721 msnm               |                                            |                            | Modifica les dades a Wikidata |
|        | Cal Misser             | Freixinet     | masia        |                                                    | 41° 55′ 19″ N, 1° 34′ 06″ E / 41.9219710427403°N,1.5682286261536°E 680 msnm                |                                            |                            | Modifica les dades a Wikidata |
|        | Cal Palà               | Su            | masia        |                                                    | 41° 53′ 23″ N, 1° 33′ 50″ E / 41.8897451130471°N,1.56384996865611°E 724 msnm               |                                            |                            | Modifica les dades a Wikidata |
|        | Cal Panissa            | Su            | masia        |                                                    | 41° 54′ 13″ N, 1° 34′ 24″ E / 41.9035°N,1.5734°E 740 msnm                                  |                                            |                            | Modifica les dades a Wikidata |
|        | Cal Peguera            | Freixinet     | masia        |                                                    | 41° 54′ 30″ N, 1° 33′ 51″ E / 41.908425°N,1.56413056°E 719 msnm                            |                                            |                            | Modifica les dades a Wikidata |
|        | Cal Poncet             | el Miracle    | masia        |                                                    | 41° 55′ 24″ N, 1° 32′ 33″ E / 41.9234378409343°N,1.54236360570654°E 761 msnm               |                                            |                            | Modifica les dades a Wikidata |
|        | Cal Rellotger          | Freixinet     | masia        |                                                    | 41° 55′ 21″ N, 1° 34′ 08″ E / 41.9224205053431°N,1.56888185825333°E 682 msnm               |                                            |                            | Modifica les dades a Wikidata |
|        | Cal Repunta            | l'Avellanosa  | masia        |                                                    | 41° 54′ 26″ N, 1° 33′ 35″ E / 41.9073105599012°N,1.55975482847893°E 786 msnm               |                                            |                            | Modifica les dades a Wikidata |
|        | Cal Sait               | Freixinet     | masia        |                                                    | 41° 55′ 49″ N, 1° 35′ 16″ E / 41.9302841454857°N,1.58787125925069°E 651 msnm               |                                            |                            | Modifica les dades a Wikidata |
|        | Cal Tolleuda           | Freixinet     | masia        |                                                    | 41° 55′ 22″ N, 1° 34′ 06″ E / 41.9227839562188°N,1.56841546466844°E 682 msnm               |                                            | Cal Tolleuda               | Modifica les dades a Wikidata |
|        | Cal Trilles            | Freixinet     | masia        |                                                    | 41° 55′ 06″ N, 1° 35′ 38″ E / 41.9183873095691°N,1.59380131628016°E                        |                                            |                            | Modifica les dades a Wikidata |
|        | Cal Xeremina           | Su            | masia        |                                                    | 41° 52′ 44″ N, 1° 33′ 48″ E / 41.8789774785047°N,1.5634644521115°E 718 msnm                |                                            |                            | Modifica les dades a Wikidata |
|        | Can Claret             | Riner         | masia        |                                                    | 41° 56′ 17″ N, 1° 32′ 37″ E / 41.938°N,1.54352°E 787 msnm                                  |                                            |                            | Modifica les dades a Wikidata |
|        | Can Ponç               | Riner         | masia        |                                                    | 41° 56′ 46″ N, 1° 35′ 55″ E / 41.946147°N,1.59873°E 618 msnm                               |                                            |                            | Modifica les dades a Wikidata |
|        | Can Ribalta de Su      | Su            | masia        | Estil: arquitectura popular 15th century           | 41° 53′ 20″ N, 1° 33′ 52″ E / 41.8888°N,1.56448°E 725 msnm                                 | bé cultural d'interès local                | Can Ribalta de Su          | Modifica les dades a Wikidata |
|        | Can Vendrell de Su     | Su            | masia        | Estil: gòtic tardà 11st century                    | 41° 53′ 18″ N, 1° 33′ 50″ E / 41.8882°N,1.56396°E 724 msnm                                 | bé cultural d'interès local                | Can Vendrell de Su         | Modifica les dades a Wikidata |
|        | Casamartina            | Freixinet     | masia        | Estil: arquitectura popular 13rd century           | 41° 56′ 12″ N, 1° 34′ 32″ E / 41.9367°N,1.57542°E 629 msnm                                 | bé integrant del patrimoni cultural català | Casamartina                | Modifica les dades a Wikidata |
|        | Gelabert               | Riner         | masia        |                                                    | 41° 57′ 00″ N, 1° 32′ 03″ E / 41.94994722°N,1.53406972°E 725 msnm                          |                                            |                            | Modifica les dades a Wikidata |
|        | Guardiola              | el Miracle    | masia        |                                                    | 41° 56′ 00″ N, 1° 31′ 53″ E / 41.9334°N,1.53151°E 803 msnm                                 |                                            |                            | Modifica les dades a Wikidata |
|        | Mitjana                | Su            | masia        |                                                    | 41° 53′ 04″ N, 1° 33′ 43″ E / 41.8844968482637°N,1.56189449395105°E 731 msnm               |                                            |                            | Modifica les dades a Wikidata |
|        | Rabassa                | Su            | masia        |                                                    | 41° 54′ 23″ N, 1° 33′ 52″ E / 41.9064580725831°N,1.56431935585521°E 723 msnm               |                                            |                            | Modifica les dades a Wikidata |
|        | Santdiumenge           | Su            | masia        | Estil: art gòtic arquitectura popular 14th century | 41° 53′ 52″ N, 1° 34′ 02″ E / 41.8979°N,1.56723°E ca:Ctra. a Su, dalt d'un serrat 794 msnm | bé cultural d'interès local                | Santdiumenge               | Modifica les dades a Wikidata |
|        | Serramorena            | el Miracle    | masia        |                                                    | 41° 56′ 48″ N, 1° 31′ 03″ E / 41.9468°N,1.51763°E 788 msnm                                 |                                            |                            | Modifica les dades a Wikidata |
|        | Solerbrocó             | Freixinet     | masia        |                                                    | 41° 55′ 33″ N, 1° 34′ 33″ E / 41.9257°N,1.57594°E 688 msnm                                 |                                            |                            | Modifica les dades a Wikidata |
|        | Teixidor               | Riner         | masia        |                                                    | 41° 56′ 54″ N, 1° 33′ 05″ E / 41.9483187576887°N,1.55130368841614°E 578 msnm               |                                            |                            | Modifica les dades a Wikidata |
|        | Vila-seca              | el Miracle    | masia        |                                                    | 41° 54′ 51″ N, 1° 32′ 04″ E / 41.91423333°N,1.534465°E 831 msnm                            |                                            |                            | Modifica les dades a Wikidata |
|        | Viladecans             | Riner         | masia        |                                                    | 41° 56′ 20″ N, 1° 32′ 44″ E / 41.9388°N,1.54556°E 764 msnm                                 |                                            |                            | Modifica les dades a Wikidata |
|        | Vilanrosa              | Freixinet     | masia        |                                                    | 41° 55′ 30″ N, 1° 35′ 46″ E / 41.9251°N,1.59602°E 643 msnm                                 |                                            |                            | Modifica les dades a Wikidata |
|        | Villaró de la Torre    | el Miracle    | masia        |                                                    | 41° 55′ 33″ N, 1° 32′ 32″ E / 41.92573056°N,1.54233056°E 774 msnm                          |                                            | Villaró de la Torre        | Modifica les dades a Wikidata |
|        | Villorbina             | Freixinet     | masia        | Estil: arquitectura popular 13rd century           | 41° 55′ 09″ N, 1° 35′ 13″ E / 41.91907861°N,1.58682222°E 666 msnm                          | bé cultural d'interès local                | Villorbina                 | Modifica les dades a Wikidata |
|        | Vivets                 | Riner         | masia        |                                                    | 41° 55′ 20″ N, 1° 32′ 21″ E / 41.9222°N,1.53922°E el Miracle 776 msnm                      |                                            |                            | Modifica les dades a Wikidata |
|        | Xixons                 | Santa Susanna | masia        | Estil: arquitectura popular 16th century           | 41° 56′ 52″ N, 1° 36′ 04″ E / 41.947666°N,1.601229°E 613 msnm                              | bé cultural d'interès local                | Xixons                     | Modifica les dades a Wikidata |
|        | el Fornell             | el Miracle    | masia        |                                                    | 41° 54′ 57″ N, 1° 32′ 26″ E / 41.9159°N,1.540648°E 781 msnm                                |                                            |                            | Modifica les dades a Wikidata |
|        | el Soler de Sant Jaume | el Miracle    | masia        |                                                    | 41° 55′ 29″ N, 1° 30′ 39″ E / 41.9248°N,1.51092°E 804 msnm                                 |                                            |                            | Modifica les dades a Wikidata |
|        | el Solà                | Freixinet     | masia        |                                                    | 41° 55′ 45″ N, 1° 33′ 36″ E / 41.92919444°N,1.55997222°E 659 msnm                          |                                            | El Solà (Riner)            | Modifica les dades a Wikidata |
|        | el Villaró             | Freixinet     | masia        |                                                    | 41° 54′ 51″ N, 1° 34′ 29″ E / 41.91405556°N,1.57466667°E 704 msnm                          |                                            |                            | Modifica les dades a Wikidata |
|        | el Vilà                | Riner         | masia        |                                                    | 41° 55′ 44″ N, 1° 35′ 07″ E / 41.9289°N,1.58535°E Freixinet 658 msnm                       |                                            |                            | Modifica les dades a Wikidata |
|        | els Tracs              | Riner         | masia        |                                                    | 41° 55′ 53″ N, 1° 30′ 24″ E / 41.9313°N,1.50659°E 800 msnm                                 |                                            |                            | Modifica les dades a Wikidata |
|        | l'Alzina               | Riner         | masia        |                                                    | 41° 56′ 14″ N, 1° 30′ 46″ E / 41.93718889°N,1.51290833°E 752 msnm                          |                                            |                            | Modifica les dades a Wikidata |
|        | l'Estany               | el Miracle    | masia        |                                                    | 41° 55′ 14″ N, 1° 31′ 07″ E / 41.9206°N,1.51869°E 778 msnm                                 |                                            | L'Estany (Riner)           | Modifica les dades a Wikidata |
|        | la Carral              | el Miracle    | masia        | Estil: arquitectura popular 16th century           | 41° 54′ 12″ N, 1° 32′ 18″ E / 41.9033°N,1.53821°E 815 msnm                                 | bé cultural d'interès local                | La Carral                  | Modifica les dades a Wikidata |
|        | la Casanova            | Freixinet     | masia        |                                                    | 41° 54′ 24″ N, 1° 34′ 24″ E / 41.9067°N,1.57347°E 727 msnm                                 |                                            |                            | Modifica les dades a Wikidata |
|        | la Caseta              | el Miracle    | masia        | Estat: ruïnós                                      | 41° 55′ 48″ N, 1° 31′ 56″ E / 41.9301343215925°N,1.53212804234645°E 739 msnm               |                                            |                            | Modifica les dades a Wikidata |
|        | la Cirosa              | el Miracle    | masia        |                                                    | 41° 55′ 11″ N, 1° 31′ 37″ E / 41.9198°N,1.52696°E 802 msnm                                 |                                            |                            | Modifica les dades a Wikidata |
|        | la Plana Rodona        | Riner         | masia        |                                                    | 41° 55′ 58″ N, 1° 33′ 08″ E / 41.9328°N,1.55233°E 642 msnm                                 |                                            |                            | Modifica les dades a Wikidata |
|        | la Rovira              | Freixinet     | masia        |                                                    | 41° 55′ 24″ N, 1° 33′ 57″ E / 41.923256578424°N,1.56587233276421°E 668 msnm                |                                            |                            | Modifica les dades a Wikidata |
|        | la Serra               | el Miracle    | masia        |                                                    | 41° 55′ 52″ N, 1° 31′ 15″ E / 41.9311°N,1.52096944°E 815 msnm                              |                                            |                            | Modifica les dades a Wikidata |
|        | la Solana              | Riner         | masia        |                                                    | 41° 56′ 43″ N, 1° 31′ 50″ E / 41.945379°N,1.530652°E 720 msnm                              |                                            |                            | Modifica les dades a Wikidata |
|        | la Vall                | Riner         | masia        |                                                    | 41° 55′ 52″ N, 1° 32′ 46″ E / 41.93099722°N,1.54617778°E 642 msnm                          |                                            |                            | Modifica les dades a Wikidata |

## muntanya
| imatge | Nom            | Ubicat a | instància de | Detalls | coordenades                                                       | Protecció | Commons (més fotos) | Dades a WD                    |
| ------ | -------------- | -------- | ------------ | ------- | ----------------------------------------------------------------- | --------- | ------------------- | ----------------------------- |
|        | Roc del Cóm    | Riner    | muntanya     |         | 41° 56′ 34″ N, 1° 32′ 14″ E / 41.94288333°N,1.53718889°E 668 msnm |           |                     | Modifica les dades a Wikidata |
|        | Sant Diumenge  | Riner    | muntanya     |         | 41° 53′ 55″ N, 1° 33′ 57″ E / 41.89864167°N,1.565925°E 796 msnm   |           |                     | Modifica les dades a Wikidata |
|        | Sant Gabriel   | Riner    | muntanya     |         | 41° 54′ 40″ N, 1° 31′ 27″ E / 41.9112°N,1.52417°E 861 msnm        |           |                     | Modifica les dades a Wikidata |
|        | Tossal del Piu | Riner    | muntanya     |         | 41° 54′ 46″ N, 1° 31′ 01″ E / 41.91265556°N,1.51690139°E 865 msnm |           |                     | Modifica les dades a Wikidata |
|        | les Turoneres  | Riner    | muntanya     |         | 41° 56′ 55″ N, 1° 36′ 20″ E / 41.9485°N,1.60545°E 586 msnm        |           |                     | Modifica les dades a Wikidata |

## serra
| imatge | Nom               | Ubicat a                           | instància de | Detalls | coordenades                                                       | Protecció | Commons (més fotos) | Dades a WD                    |
| ------ | ----------------- | ---------------------------------- | ------------ | ------- | ----------------------------------------------------------------- | --------- | ------------------- | ----------------------------- |
|        | El Serrat         | Riner                              | serra        |         | 41° 55′ 26″ N, 1° 30′ 28″ E / 41.9238°N,1.50764°E 855 msnm        |           |                     | Modifica les dades a Wikidata |
|        | El Tossal (Riner) | Riner                              | serra        |         | 41° 56′ 20″ N, 1° 35′ 39″ E / 41.938925°N,1.59420833°E 619 msnm   |           |                     | Modifica les dades a Wikidata |
|        | La Serra          | Riner                              | serra        |         | 41° 54′ 50″ N, 1° 33′ 27″ E / 41.913896°N,1.557367°E 787 msnm     |           |                     | Modifica les dades a Wikidata |
|        | Serra de Bàlius   | Cardona Clariana de Cardener Riner | serra        |         | 41° 53′ 34″ N, 1° 35′ 11″ E / 41.89265833°N,1.58646667°E 752 msnm |           |                     | Modifica les dades a Wikidata |
|        | Serra del Solà    | Riner                              | serra        |         | 41° 55′ 43″ N, 1° 33′ 06″ E / 41.9287°N,1.5518°E 752 msnm         |           |                     | Modifica les dades a Wikidata |
|        | Serrat Llarg      | Riner                              | serra        |         | 41° 53′ 04″ N, 1° 33′ 20″ E / 41.884518°N,1.555538°E 791 msnm     |           |                     | Modifica les dades a Wikidata |

## teuleria
| imatge | Nom                       | Ubicat a | instància de | Detalls                     | coordenades | Protecció                                  | Commons (més fotos) | Dades a WD                    |
| ------ | ------------------------- | -------- | ------------ | --------------------------- | ----------- | ------------------------------------------ | ------------------- | ----------------------------- |
|        | Forn de Gelabert          | Riner    | teuleria     | Estil: arquitectura popular |             | bé integrant del patrimoni cultural català |                     | Modifica les dades a Wikidata |
|        | Rajoleria de Cal Teixidor | Riner    | teuleria     | Estil: arquitectura popular |             | bé integrant del patrimoni cultural català |                     | Modifica les dades a Wikidata |

## vèrtex geodèsic
| imatge | Nom          | Ubicat a | instància de    | Detalls   | coordenades                                                       | Protecció | Commons (més fotos) | Dades a WD                    |
| ------ | ------------ | -------- | --------------- | --------- | ----------------------------------------------------------------- | --------- | ------------------- | ----------------------------- |
|        | San Diumenge | Riner    | vèrtex geodèsic | Alt: 1.2m | 41° 53′ 55″ N, 1° 33′ 57″ E / 41.898651°N,1.565948°E 799.704 msnm |           |                     | Modifica les dades a Wikidata |
|        | San Gabriel  | Riner    | vèrtex geodèsic | Alt: 1.2m | 41° 54′ 39″ N, 1° 31′ 27″ E / 41.910855°N,1.524282°E 863.067 msnm |           |                     | Modifica les dades a Wikidata |

## Misc
| imatge | Nom                        | Ubicat a                   | instància de                                                          | Detalls                                   | coordenades                                                                                 | Protecció                                            | Commons (més fotos)        | Dades a WD                    |
| ------ | -------------------------- | -------------------------- | --------------------------------------------------------------------- | ----------------------------------------- | ------------------------------------------------------------------------------------------- | ---------------------------------------------------- | -------------------------- | ----------------------------- |
|        | Carrer Fosc de Su          | Su                         | carrer                                                                | Estil: arquitectura popular 13rd century  | 41° 53′ 17″ N, 1° 33′ 51″ E / 41.8881°N,1.56429°E 727 msnm                                  | bé cultural d'interès local                          | Carrer Fosc de Su          | Modifica les dades a Wikidata |
|        | Castell de Riner           | Riner                      | castell                                                               | Estil: arquitectura romànica 12nd century | 41° 56′ 29″ N, 1° 33′ 50″ E / 41.941285°N,1.563755°E 604 msnm                               | bé d'interès cultural bé cultural d'interès nacional | Castell de Riner           | Modifica les dades a Wikidata |
|        | Granja de l'Hostal         | Freixinet                  | granja                                                                |                                           | 41° 55′ 05″ N, 1° 33′ 48″ E / 41.9181454845412°N,1.56335796204373°E 671 msnm                |                                                      |                            | Modifica les dades a Wikidata |
|        | Molí de Xixons             | Santa Susanna              | molí d'aigua                                                          | Estil: arquitectura popular 12nd century  | 41° 57′ 18″ N, 1° 36′ 22″ E / 41.9549°N,1.6062°E ca:Ctra. Pantà Sant Ponç, km 3 477 msnm    | bé cultural d'interès local                          | Molí de Xixons             | Modifica les dades a Wikidata |
|        | Parc el Miracle            | Riner                      | espai d'interès natural àrea protegida Pla d'Espais d'Interès Natural | 1992 Superfície: 234.34334ha              | 41° 55′ 13″ N, 1° 31′ 27″ E / 41.920247°N,1.524182°E 866 646 msnm                           |                                                      | Parc el Miracle            | Modifica les dades a Wikidata |
|        | Pla de la Guàrdia          | Riner Clariana de Cardener | bosc                                                                  |                                           | 41° 57′ 09″ N, 1° 35′ 25″ E / 41.9525°N,1.59014°E 720 msnm                                  |                                                      |                            | Modifica les dades a Wikidata |
|        | Rectoria de Su             | Su                         | casa                                                                  | Estil: arquitectura popular 15th century  | 41° 53′ 18″ N, 1° 33′ 49″ E / 41.8882°N,1.56357°E ca:Pl. de l'Església 721 msnm             | bé cultural d'interès local                          | Rectoria de Su             | Modifica les dades a Wikidata |
|        | casa consistorial de Riner | Riner                      | casa consistorial                                                     |                                           | 41° 54′ 52″ N, 1° 31′ 27″ E / 41.9145086°N,1.5242448°E                                      |                                                      | Casa de la Vila de Riner   | Modifica les dades a Wikidata |
|        | font de la Garriga         | Riner                      | font                                                                  |                                           | 41° 56′ 11″ N, 1° 32′ 22″ E / 41.9363426601666°N,1.53941602426895°E 723 msnm                |                                                      |                            | Modifica les dades a Wikidata |
|        | l'Avellanosa               | Riner                      | nucli de població                                                     | Estil: arquitectura popular 12nd century  | 41° 54′ 27″ N, 1° 33′ 07″ E / 41.907439°N,1.551984°E ca:Ctra. Miracle a Su, km 9,9 785 msnm | bé cultural d'interès local                          | L'Avellanosa               | Modifica les dades a Wikidata |
|        | retaule barroc del Miracle | Riner                      | retaule obra escultòrica                                              | Creador: Carles Morató i Brugaroles 1750s | 41° 54′ 53″ N, 1° 31′ 32″ E / 41.914705°N,1.525427°E Santuari del Miracle                   |                                                      | Retaule barroc del Miracle | Modifica les dades a Wikidata |